# Neosynchiropus ocellatus
Neosynchiropus ocellatus là một loài cá biển thuộc chi Neosynchiropus trong họ Cá đàn lia. Loài này được mô tả lần đầu tiên vào năm 1770.

## Phân bố và môi trường sống
N. ocellatus có phạm vi phân bố ở Tây và Nam Thái Bình Dương. Loài cá này được tìm thấy ở vùng biển ngoài khơi Nhật Bản, trải rộng về phía nam khắp Biển Đông; về phía đông, chúng có mặt ở một số quần đảo thuộc châu Đại Dương; giới hạn phía nam, N. ocellatus được ghi nhận ở ngoài khơi phía bắc Úc. Chúng sống ở độ sâu khoảng 30 m trở lại.

## Mô tả
Chiều dài cơ thể tối đa được ghi nhận ở N. ocellatus là gần 9 cm. Cũng như hầu hết các loài cá đàn lia trong họ Callionymidae, cơ thể của N. ocellatus không có vảy, chỉ có một lớp chất nhầy để bảo vệ cơ thể khỏi những ký sinh trùng. Chất nhầy này được tiết ra nhiều nhất khi chúng gặp mối đe dọa, có mùi hôi khó chịu để đuổi những kẻ săn mồi.

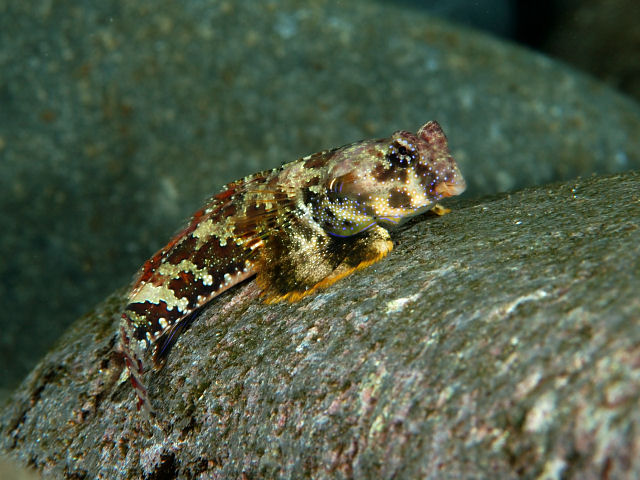
Cá cái

Cơ thể của N. ocellatus có màu nâu đỏ. Cả hai giới đều có những vệt đốm trắng viền đen và những vùng màu sẫm đỏ xen lẫn trên cơ thể. Con đực có các vệt sọc màu cam trên đuôi và vây lưng; vây ngực có các tia màu vàng.
Số gai ở vây lưng: 4; Số tia vây mềm ở vây lưng: 8 - 10; Số gai ở vây hậu môn: 0; Số tia vây mềm ở vây hậu môn: 7 - 9; Số gai ở vây bụng: 1; Số tia vây mềm ở vây bụng: 5.

## Tập tính
N. ocellatus thường hợp thành những nhóm nhỏ. Chúng ăn các động vật không xương sống nhỏ ở tầng đáy.